# Nicolae Gluhovschi
Nicolae Gluhovschi (n. 1905, gubernia Basarabia, Imperiul Rus – d. 1985) a fost un om de știință, medic veterinar și profesor român.

## Biografie
S-a născut în satul Hăsnășenii Noi (acum în raionul Drochia, Republica Moldova) din județul Bălți, gubernia Basarabia, Imperiul Rus. A studiat la Gimnaziul pentru băieți din Bălți (în prezent Colegiul Pedagogic „Ion Creangă”).
A absolvit Universitatea din București. După ce și-a susținut teza de doctorat, s-a întors în Basarabia, unde a lucrat cu succes ca medic veterinar șef, mai întâi la Soroca, apoi în regiunea Bălțiului.
La Bălți, Gluhovschi a devenit fondatorul centrului veterinar, care funcționează până în prezent și îi poartă numele.
Ulterior, a deținut postul de decan al Facultății veterinare a Universității din Timișoara în anii 1962-1974.
A murit în 1985. O stradă din Bălți îi poartă numele.

## Lucrări
- „Reproducția animalelor domestice” (1964)
- „Eredopatologia veterinară” (1971)
- „Prevenirea avortului la animale” (1977)
- „Sterilitatea andrologica la animale” (1978)
- „Biologia și patologia placentei la animale” (1983)[4]